# Інвернесс (Колорадо)
Інвернесс (англ. Inverness) — переписна місцевість (CDP) в США, в окрузі Арапаго штату Колорадо. Населення — 2226 осіб (2020).

## Географія
Інвернесс розташований за координатами 39°34′47″ пн. ш. 104°51′44″ зх. д. / 39.57972° пн. ш. 104.86222° зх. д. (39.579847, -104.862333).  За даними Бюро перепису населення США в 2010 році переписна місцевість мала площу 4,40 км², уся площа — суходіл. В 2017 році площа становила 3,86 км², уся площа — суходіл.

## Демографія
Згідно з переписом 2010 року, у переписній місцевості мешкали 1532 особи в 963 домогосподарствах у складі 297 родин. Густота населення становила 348 осіб/км².  Було 1065 помешкань (242/км²).
Расовий склад населення:
| - 84,0 % — білих - 7,2 % — азіатів - 3,7 % — чорних або афроамериканців - 0,2 % — корінних американців - 0,1 % — вихідців з тихоокеанських островів - 2,2 % — осіб інших рас |

До двох чи більше рас належало 2,7 %. Частка іспаномовних становила 9,1 % від усіх жителів.
За віковим діапазоном населення розподілялося таким чином: 7,5 % — особи молодші 18 років, 88,5 % — особи у віці 18—64 років, 4,0 % — особи у віці 65 років та старші. Медіана віку мешканця становила 30,9 року. На 100 осіб жіночої статі у переписній місцевості припадало 117,0 чоловіків;  на 100 жінок у віці від 18 років та старших — 118,7 чоловіків також старших 18 років.
Середній дохід на одне домашнє господарство  становив 134 810 доларів США (медіана — 98 717), а середній дохід на одну сім'ю — 165 744 долари (медіана — 146 435). За межею бідності перебувало 4,4 % осіб, у тому числі 0,0 % дітей у віці до 18 років та 0,0 % осіб у віці 65 років та старших.
Цивільне працевлаштоване населення становило 933 особи. Основні галузі зайнятості: науковці, спеціалісти, менеджери — 35,6 %, освіта, охорона здоров'я та соціальна допомога — 15,1 %, фінанси, страхування та нерухомість — 11,8 %, роздрібна торгівля — 9,1 %.